# Oskar Asemissen

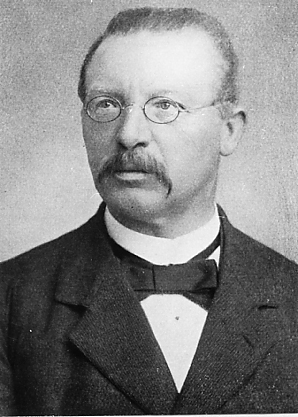
Oskar Asemissen

Oskar Asemissen (* 22. Mai 1844 in Schackenburg bei Lage; † 30. Januar 1900 in Detmold) war ein deutscher Jurist und Politiker.

## Leben
Als Sohn des Landwirts und Rittergutspächters Hermann Ulrich Asemissen und Johanne Marie Friederike Steinhagen  auf Gut Schackenburg geboren. Seinen ersten Unterricht erhielt Asemissen in Oerlinghausen bei Kantor Steinhagen, seinem Großvater mütterlicherseits. Er machte Abitur am Gymnasium in Detmold, wo er bei seinem späteren Schwiegervater, dem Gymnasiallehrer Steinhagen wohnte. Asemissen studierte Rechtswissenschaften in Jena, Heidelberg und Göttingen. Während seines Studiums wurde er 1864 Mitglied der Burschenschaft Germania Jena. Nach seinem Abschluss wurde er 1867 Auditor in Detmold und war 1870 Kriegsfreiwilliger. Später wirkte er am Stadtgericht in Lemgo und wurde dort Rechtsanwalt. Im Jahr 1876 heiratete er seine Cousine Rosalie Steinhagen, mit ihr zog er nach Detmold und hatte drei Kinder. Die Familie wohnte zuerst in der Hermannstraße 15 und später in der Grabbestraße 8–10. Er verfasste zahlreiche Abhandlungen über Sozialpolitik, insbesondere zu Handels- und Gewerbefragen. Bei der Landtagswahl in Lippe 1880 erreichte er im Wahlkreis VI (Blomberg, Detmold, Brake) nur 17,9 % der Stimmen und wurde nicht gewählt. 1884 wurde er für im Wahlkreis IV für die Ämter Horn, Schieder-Schwalenberg und Lipperode Abgeordneter im Lippischen Landtag, in dem er als Führer der Freisinnigen Partei wirkte. Diesen Wahlkreis gewann er ebenfalls bei den Wahlen 1888, 1892 und 1896. 1892 wurde er zudem ins Detmolder Stadtverordneten-Kollegium gewählt.
Nach Asemissens Tod wurde Alexander Zeiß für den Wahlkreis IV nachgewählt.
Asemissens Familie verließ Detmold. Seine Frau Rosalie starb 1907 in Oberneuland bei Bremen.
Beide wurden in Detmold beigesetzt. An das Ehepaar erinnert ein Grabmal auf dem alten Detmolder Friedhof an der Blomberger Straße.

## Veröffentlichungen
- Kleinstädte und Kleinstaaten auf industriellen und gewerblichen Gebieten. Bielefeld 1885.
- Die Bedeutung des Grundbesitzes für das Wohl der Arbeitenden unteren Volksklassen. Berlin 1892.
- Zur Lippischen Frage. Detmold 1896.
- Der lippische Thronstreit, die Grenzen der kaiserlichen Macht und deutsche Zustände. Lage 1898.